# 熊賜履
熊賜履（1637年1月28日—1709年），字敬修，一字青岳，號素九，別號愚齋，湖北孝感人，祖籍江西南昌，明末清初理學名家、官员，官至東閣大學士兼吏部尚書。以康熙帝老師的名義，曾經拉攏過顧炎武，有書簡往來。

## 生平
孝感熊氏為望族。父熊祚延是明末生员，曾组织团练，不屈而死。張獻忠入湖廣時，熊賜履家中數十口被殺，熊賜履隨母活命。
順治丁酉科二名舉人，順治十五年（1658年）會試七名，熊賜履中式三甲進士，选为庶吉士，散館授检讨。歷任國子監司業、弘文院侍讀，康熙七年（1668年）官秘書院侍讀學士。康熙十四年（1675年），以熊賜履“素有才能，居官清慎”，升武英殿大學士。康熙十五年（1676年），因内阁票拟嚼簽案回籍，后寓居江宁府（今南京）清涼台，在家闲居十余年，与毕嘉密切来往。康熙二十七年（1688年），召任礼部尚书。时人谓“以王佐之才，为圣天子辅，启心沃心，兴起鸿业，天下莫不想望其风采。”
熊賜履師宗程朱理學，提倡“非《六經》、《語》、《孟》之書不得讀，非濂、洛、關、閩之學不得講。”抨击王守仁之“心學”，认为“阳明之于圣学，只是胡说乱道而已。”。康熙帝曾说：“许三礼、汤斌、李光地俱言王守仁道学，熊赐履惟宗朱熹，伊等学问不同”。熊赐履曾攻击李光地“不识一字，皆剽窃他人议论”。而李光地则说熊赐履“不讲学问，但以明末门户人语说过”。康熙帝对汉臣之間互相倾轧不满，说：“许三礼参徐乾学荐举熊赐履，往者皆言熊赐履不好，今见朕起用熊，又言熊赐履好……熊赐履所作《日讲四书解义》甚佳，汤斌又谓不然。以此观之，汉人行径殊为可耻。”
康熙四十年（1701年），康熙帝與太子胤礽之間的矛盾日益尖锐，熊赐履多次请求解任。康熙四十二年四月，再上疏请求离任，帝许其以原官解任，但仍令食俸。康熙四十八年九月初二日，江寧織造曹寅奏報熊賜履病故，稱其“於八月二十八日未時病故”。兩江總督噶禮前往弔唁，“見其家窮，故以奴才盤川銀與之，以資喪事”。康熙六十年（1721年），康熙帝追怀故人，称：“每念旧劳，不忘于心”。
熊賜履有子三人，熊志伊、熊志契、熊志夔。熊賜履逝世多年后，康熙帝曾让苏州织造李煦查看上元县熊家情形，并派人照顾。当时，四十一岁的长子熊志伊“言语颠倒，悲喜不常，所患痰病未愈”。年仅九岁的次子熊志契、八岁的三子熊志夔随生母龚氏生活，与兄长熊志伊分居。李煦“至江宁织造衙门宣示谕旨，着曹頫照看熊赐履之子”:70。
著有《经义斋集》、《学统》、《闲道录》，《学规》等。

## 評價
- 康熙帝：「原任大學士熊賜履、居官清正、學問優贍。朕每念舊勞、不忘於心。」
- 梁启超将熊赐履和张玉书、张伯行等人斥为“非之无举，刺之无刺”之“乡愿”。

## 影視形象
| 劇名           | 首播   | 扮演者 |
| -------------- | ------ | ------ |
| 少年康熙       | 2005年 | 辛健   |
| 大清總督于成龍 | 2017年 | 張俊杰 |
| 天下長河       | 2022年 | 宋敬偉 |